# José Coronado
José María Coronado García (Madrid, 14 agosto 1957) è un attore e doppiatore spagnolo.

## Biografia

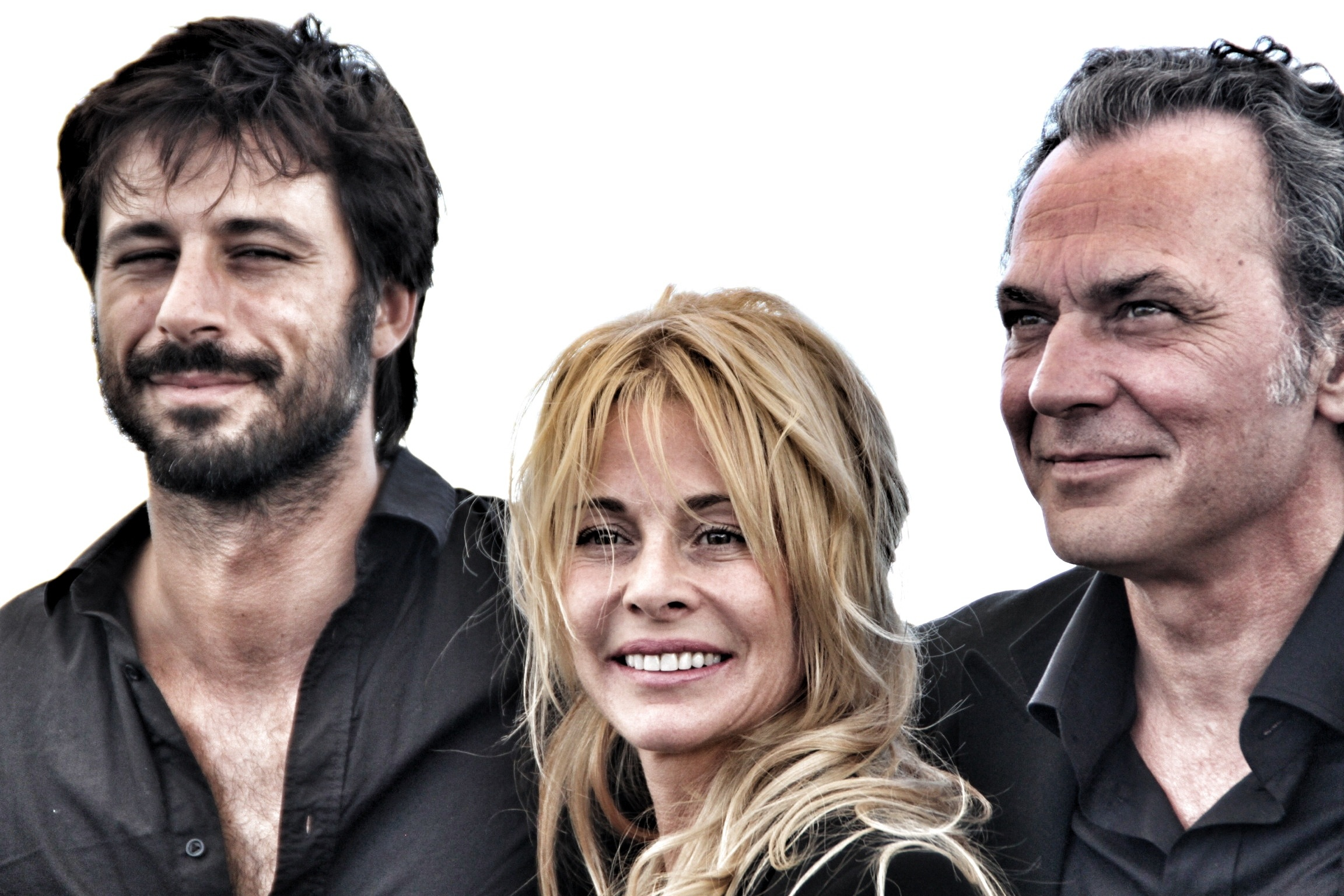
José Coronado (terzo da sinistra) assieme a Hugo Silva e a Belén Rueda al Festival del Cinema di Sitges nel 2012

Nel corso della sua carriera di attore, ha partecipato - tra cinema e televisione - a circa un'ottantina di differenti produzioni, a partire dalla fine degli anni ottanta. Tra i suoi ruoli principali, figurano, tra l'altro, Chus nella serie televisiva Hermanos de leche (1994-1996), Luis Sanz nella serie televisiva Periodistas (1998-2002), Joaquín de la Torre nella serie televisiva Acusados (2009-2010), Santos Trinidad nel film No habrá paz para los malvados (ruolo che gli è valso vari premi, tra cui il Premio Goya come miglior attore protagonista) e Fran Peyón nella serie televisiva Il Principe - Un amore impossibile (2014-…).

## Vita privata
È l'ex-compagno dell'attrice e stilista Paola Dominguín (figlia di Lucia Bosè e di Luis Miguel Dominguín e sorella di Miguel Bosé) e della cantante e attrice Mónica Molina ed è il padre dell'attore Nicolás Coronado (avuto dalla Dominguín).

## Filmografia

### Cinema
- Waka-Waka, regia di Joaquín Densalat (1987)
- Jarrapellejos, regia di Antonio Giménez Rico (1988)
- Berlín Blues, regia di Ricardo Franco (1988)
- El tesoro, regia di Antonio Mercero (1988)
- La luna nera (La luna negra), regia di Imanol Uribe (1989)
- Brumal, regia di Cristina Andreu (1989)
- Yo soy ésa, regia di Luis Sanz (1990)
- Salsa rosa, regia di Manuel Gómez Pereira (1992)
- Aquí, el que no corre... vuela, regia di Ramón Fernández (1992)
- Cràpules, regia di Toni Mora (1993)
- Una chica entre un millón, regia di Álvaro Sáenz de Heredia (1994)
- El cianuro... ¿solo o con leche?, regia di José Ganga (1994)
- The Disappearance of Garcia Lorca, regia di Marcos Zurinaga (1997)
- Lo sguardo dell'altro (La mirada del otro), regia di Vicente Aranda (1997)
- La vuelta de El Coyote, regia di Mario Camus (1998)
- Frontera Sur, regia di Gerardo Herrero (1998)
- Goya (Goya en Burdeos), regia di Carlos Saura (1999)
- Cascabel, regia di Daniel Cebrián (2000)
- Huele bien, regia di Rosa Peña Herranz - cortometraggio (2000)
- Anita no perd el tren, regia di Ventura Pons (2001)
- Perros bajo la lluvia, regia di Rubén Alonso - cortometraggio (2001)
- Box 507 (La caja 507), regia di Enrique Urbizu (2002)
- Poniente, regia di Chus Gutiérrez (2002)
- Nobody's life (La vida de nadie), regia di Eduard Cortés (2002)
- La vida mancha, regia di Enrique Urbizu (2003)
- Lo mejor que le puede pasar a un cruasán, regia di Paco Mir (2003)
- A + (Amas), regia di Xavier Ribera (2004)
- Fuera del cuerpo, regia di Vicente Peñarrocha (2004)
- El Lobo, regia di Miguel Courtois (2004)
- El intruso, regia di David Cánovas - cortometraggio (2005)
- Animali feriti (Animals ferits), regia di Ventura Pons (2006)
- La dama boba, regia di Manuel Iborra (2006)
- Combattere o morire - The Distance (La distancia), regia di Iñaki Dorronsoro (2006)
- GAL, regia di Miguel Courtois (2006)
- Tuya siempre, regia di Manuel Lombardero (2007)
- Todos estamos invitados, regia di Manuel Gutiérrez Aragón (2008)
- Luna caliente, regia di Vicente Aranda (2009)
- No habrá paz para los malvados, regia di Enrique Urbizu (2011)
- El cuerpo, regia di Oriol Paulo (2012)
- The Last Days (Los últimos días), regia di David Pastor e Àlex Pastor (2013)
- Fill de Caín, regia di Jesús Monllaó (2013)
- Ruido, regia di Diego Postigo - cortometraggio (2013)
- El amor no es lo que era, regia di Gabriel Ochoa (2013)
- In solitario (En solitaire), regia di Christophe Offenstein (2013)
- Betibú, regia di Miguel Cohan (2014)
- Murieron por encima de sus posibilidades, regia di Isaki Lacuesta (2014)
- Fuego, regia di Luis Marías (2014)
- Domonic, regia di Juan Cruz - cortometraggio (2015)
- Sólo química, regia di Alfonso Albacete (2015)
- La corona partida, regia di Jordi Frades (2016)
- Box 314 - La rapina di Valencia (Cien años de perdón), regia di Daniel Calparsoro (2016)
- Sequestro (Secuestro), regia di Mar Targarona (2016)
- L'uomo dai mille volti (El hombre de las mil caras), regia di Alberto Rodríguez (2016)
- Contrattempo (Contratiempo), regia di Oriol Paulo (2016)
- Es por tu bien, regia di Carlos Therón (2017)
- Oro - La città perduta (Oro), regia di Agustín Díaz Yanes (2017)
- Tuo figlio (Tu hijo), regia di Miguel Ángel Vivas (2018)
- Madrid, int., regia di Juan Cavestany (2020)
- Way Down - Rapina alla banca di Spagna (Way Down), regia di Jaume Balagueró (2021)
- La famiglia ideale (La familia perfecta), regia di Arantxa Echevarría (2021)
- Cerrar los ojos, regia di Víctor Erice (2023)

### Televisione
- Brigada central – serie TV, 14 episodi (1989-1990)
- La mujer de tu vida – serie TV, 1 episodio (1990)
- Aqui D'El Rei!, regia di António-Pedro Vasconcelos – film TV (1992)
- Encantada de la vida – serie TV, 1 episodio (1994)
- Compuesta y sin novio – serie TV, 13 episodi (1994)
- Hermanos de leche – serie TV, 56 episodi (1994-1996)
- Médico de familia – serie TV, 1 episodio (1996)
- Oh, Espanya! – serie TV, 1 episodio (1996)
- Don Juan – miniserie TV, 2 episodi (1997)
- Periodistas – serie TV, 99 episodi (1998-2002)
- Código fuego – serie TV, 6 episodi (2003)
- Los Serrano – serie TV, 1 episodio (2004)
- Attenti a quei tre – miniserie TV, 2 episodi (2004)
- Los 80 – serie TV, 6 episodi (2004)
- Abuela de verano – serie TV, 1 episodio (2005)
- Estudio 1 – serie TV, 1 episodio (2006)
- Masala, regia di Salvador Calvo – film TV (2007)
- R.I.S. Científica – serie TV, 13 episodi (2007)
- Acusados – serie TV, 26 episodi (2009-2010)
- Cheers – serie TV, 1 episodio (2011)
- Aída – serie TV, 1 episodio (2013)
- Il Principe - Un amore impossibile (El Príncipe) – serie TV, 31 episodi (2014-2016)
- Nit i dia – serie TV, 3 episodi (2016)
- Cervantes contra Lope, regia di Manuel Huerga – film TV (2016)
- Haciendo cerveza – serie TV, 1 episodio (2017)
- Vergüenza – serie TV, 1 episodio (2017)
- Gigantes – serie TV, 3 episodi (2018)
- Vivere senza permesso (Vivir sin permiso) – serie TV, 23 episodi (2018-2020)
- Veneno – miniserie TV, 1 episodio (2020)
- Suburbia killer (El inocente) – serie TV, 7 episodi (2021)
- Entrevías - serie TV, 24 episodi (2022-2024)
- La ragazza di neve (La chica de nieve) - serie TV, 6 episodi (2023)
- Legado (Legado) - serie TV, 8 episodi (2025)

## Doppiaggi (lista parziale)
- Lorenzo Flaherty in R.I.S. Científica - Riccardo Venturi

## Premi e nomination (lista parziale)
- 1999: Premio ai Fotogrammi d'argento come miglior attore televisivo per Periodistas[2]
- 2000: Nomination al Premio Goya come miglior attore non protagonista per il ruolo di Francisco Goya da giovane nel film "Goya a Bordeaux" di Carlos Saura.
- 2003: Premio ai Fotogrammi d'argento come miglior attore di cinema per il ruolo di Santos Trinidad in No habrá paz para los malvados[2]
- 2012: Premio Goya come miglior attore protagonista per il ruolo di Santos Trinidad in No habrá paz para los malvados[2]
- 2013: Premio onorario al Festival di Lleida[2]

## Doppiatori italiani
- Massimo Lodolo in Lo sguardo dell'altro, Box 314 - La rapina di Valencia, Tuo figlio
- Stefano Benassi in Il Principe - Un amore impossibile[5], Entrevías
- Antonio Sanna in La ragazza di neve
- Francesco Pannofino in Attenti a quei tre